# Mikael Ingebrigtsen
Mikael Norø Ingebrigtsen, född 21 juli 1996 i Tromsø, är en norsk fotbollsspelare som spelar för Tromsø. 

## Karriär
I februari 2018 värvades Ingebrigtsen av IFK Göteborg, där han skrev på ett 3,5-årskontrakt. I augusti 2018 återvände Ingebrigtsen till Tromsø.